# Fortín de La Galera
El Fortín de La Galera, también conocido como El fortín de La Libertad, está ubicado en la Isla de Margarita, en la ciudad de Juan Griego y fue construido en el año 1811 por orden de la Junta Patriótica de Margarita, en su momento servía para vigilar la bahía allí presentes (Juan Griego y La Galera), para preservar posibles ataques desde el mar.

## Historia
Fue construido en 1811, por orden de la Junta Provisional que gobernaba Margarita en la loma más alta de la bahía de Juan Griego con la finalidad de proteger el puerto de Juan griego y la Bahía de La Galera donde desde los siglos XVI y XVII existía una amplia actividad comercial licita e ilícita.

### Batalla de Juan Griego
El Fortín toma importancia en la batalla de Juan Griego. El general Español Pablo Morillo junto con 2.000 soldados realistas atacó Juan Griego el 8 de agosto de 1817, Las tropas patriotas de Margarita en número de 500 soldados bajo el mando del teniente coronel Ceferino González se defendieron de los españoles. Los realistas penetraron el Fortín de la Galera por el mar de Juan Griego y la laguna los Mártires.
Hoy en día es un patrimonio histórico y turístico en la isla de Margarita.

## Galería

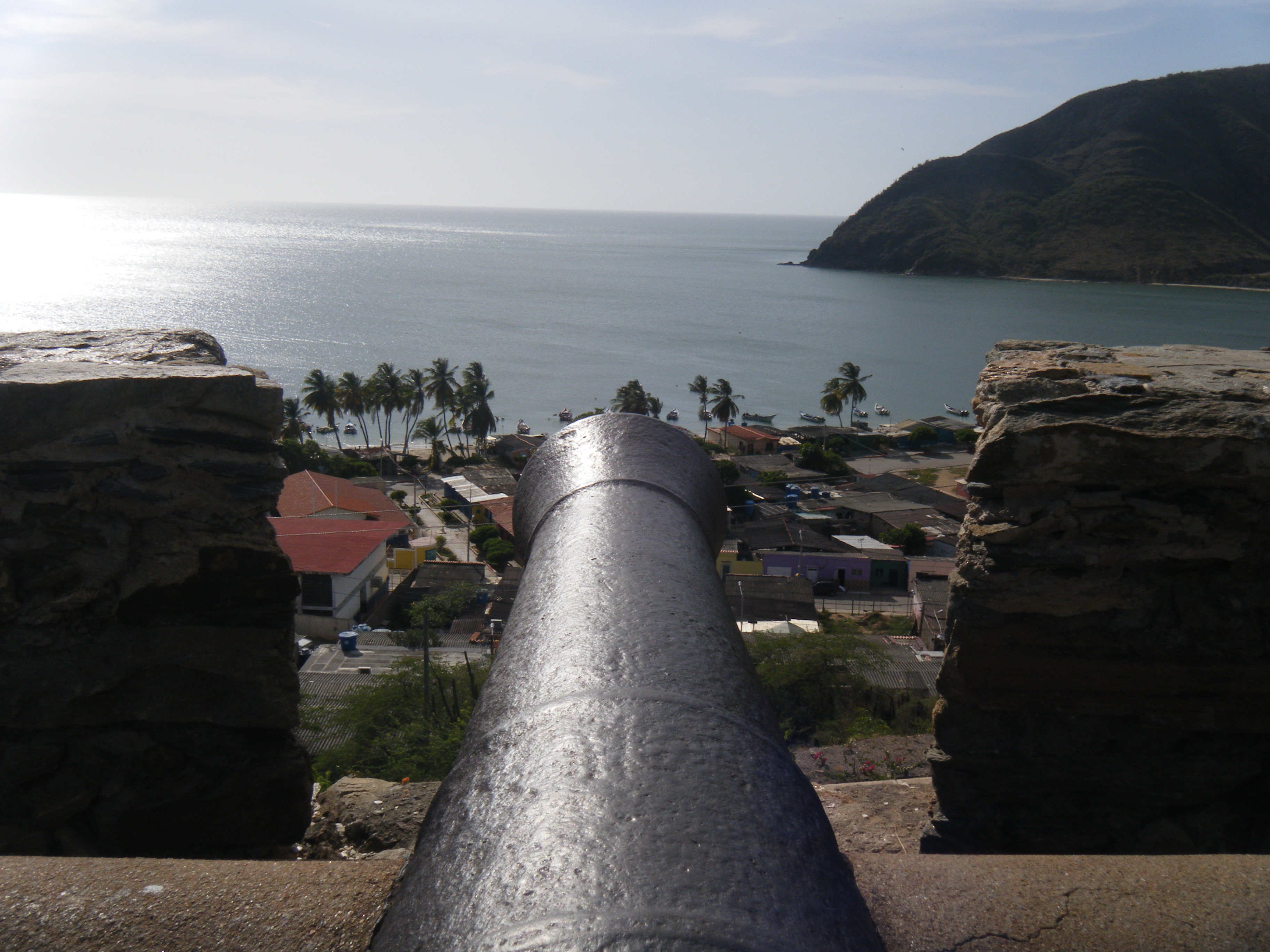
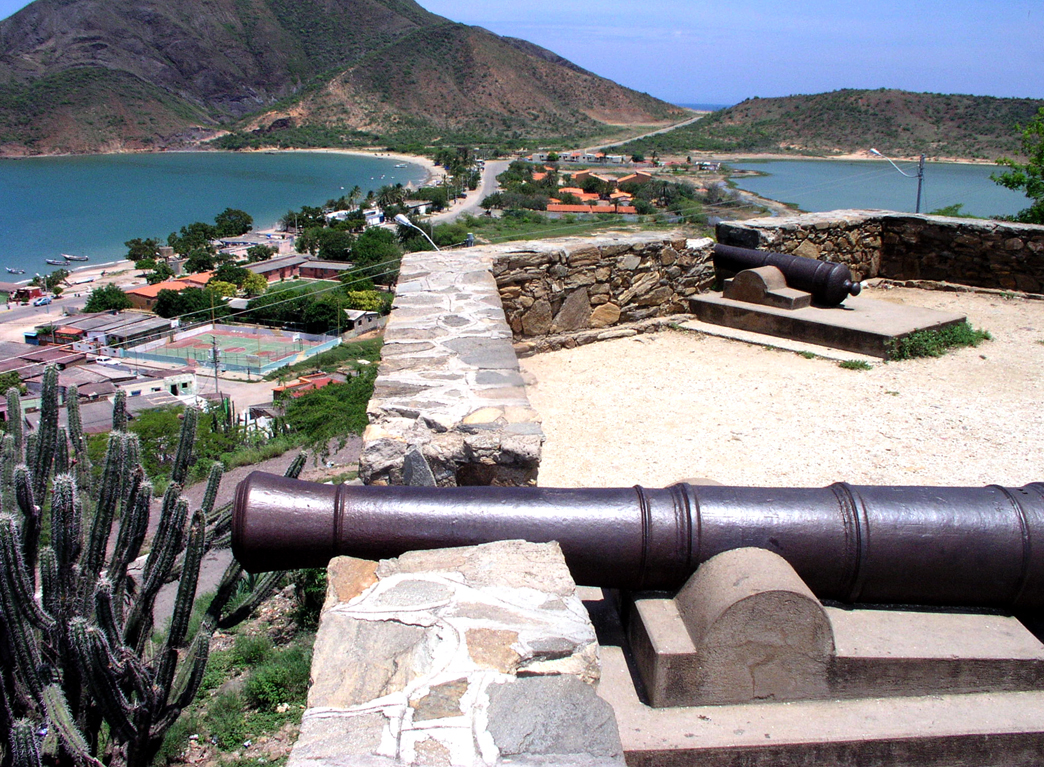
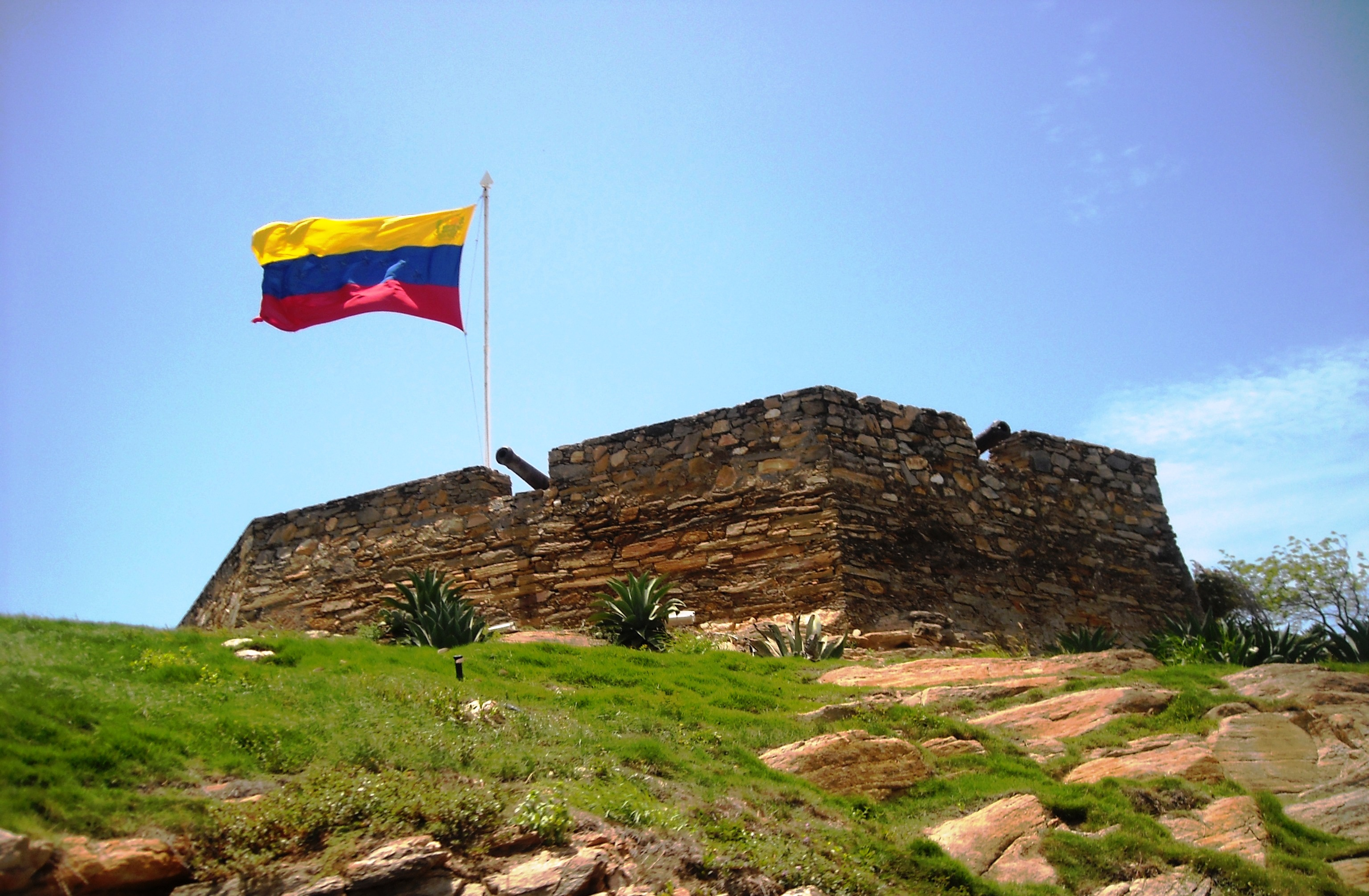